# Frank de Boer
Franciscus de Boer (Hoorn, 15. svibnja 1970.) nizozemski je nogometni trener i bivši nogometaš. Trenutačno je bez kluba. Frank je mlađi brat blizanac starijeg Ronalda de Boera.

## Karijera

### Klupska karijera
De Boer je nogometnu karijeru započeo 1988. u Ajaxu na poziciji lijevog beka nakon čega je preseljen u sredinu obrane što mu je bila i pozicija tijekom igranja u reprezentaciji. Tijekom desetogodišnje karijere u klubu, De Boer je s Ajaxom osvojio Kup UEFA (1992.) i Ligu prvaka (1995.) te veći broj nizozemskih prvenstava, kupova i Superkupova.
1998. Frank je u transferu zajedno s bratom blizancem Ronaldom prodan u FC Barcelonu u transferu vrijednom 22 milijuna GBP. Igrač je s klubom iste sezone osvojio La Ligu. Tijekom karijere u katalonskom klubu, Frank de Boer je na doping testiranju bio pozitivan na zabranjeni nandrolon te je zbog toga bio suspendiran. Međutim, vraćen je u igru nakon uspješnog apeliranja.
U ljeto 2003. De Boer prelazi u turski Galatasaray dok u siječnju 2004. postaje igrač Glasgow Rangersa gdje se pridružio starijem bratu Ronaldu. Završetkom EURO-a 2004., oba brata napuštaju škotski klub te zajedno nastavljaju karijeru u Katru gdje su potpisali za Al-Rayyan. Istekom sezone 2004./05. Frank i Ronald napuštaju klub te oboje prelaze u Al-Shamal. Mlađi Frank de Boer prekida igračku karijeru u travnju 2006. dok je stariji Ronald nastavio igrati u Katru do 2008.

### Reprezentativna karijera
Sa 112 nastupa za nizozemsku reprezentaciju, Frank de Boer je bio igrač s najviše odigranih utakmica za Oranje, sve dok njegov rekord nije srušio Edwin van der Sar. De Boer je debitirao za Nizozemsku u rujnu 1990. u utakmici protiv Italije.
Tijekom svoje reprezentativne karijere, De Boer je nastupio na tri europska (Švedska 1992., Nizozemska / Belgija 2000. i Portugal 2004.) i dva svjetska (SAD 1994. i Francuska 1998.) prvenstva. Na svim europskim prvenstvima na kojima je nastupao, De Boer je s reprezentacijom stigao do polufinala dok je najveći uspjeh na Svjetskim prvenstvima ostvaren 1998. (četvrto mjesto). Na tom Mundijalu Frank de Boer je postao poznat po dodavanju Dennisu Bergkampu za gol u zadnjoj minuti protiv Argentine u četvrtfinalu prvenstva. U konačnici je Frank uvršten u idealnu momčad prvenstva.
Svoju reprezentativnu karijeru De Boer je prekinuo nakon ozljede u utakmici četvrtfinala protiv Švedske na EURO-u 2004. Zbog te ozljede nije mogao nastupiti u polufinalu turnira protiv domaćina Portugala te mu je dvoboj sa Švedskom bio posljednji u dresu Oranja.

### Trenerska karijera
Prekidom igračke karijere, Frank de Boer se posvetio trenerskom poslu. Najprije je dvije godine bio trener u Ajaxovoj omladinskoj školi nogometa. Tijekom kvalifikacija za SP 2010. i samog turnira, Frank de Boer i njegov bivši reprezentativni suigrač Phillip Cocu bili su asistenti izborniku Bertu van Marwijku. Na tom prvenstvu, Nizozemska je stigla do finala gdje je poražena od Španjolske.
Završetkom proljetnog dijela sezone 2010./11. i tijekom zimske stanke, tadašnji Ajaxov trener Martin Jol je 6. prosinca 2010. je podnio ostavku na mjesto trenera kluba. Klupu je preuzeo Frank de Boer kojem je prva utakmica bila protiv AC Milana u Ligi prvaka. Ajax je pod vodstvom novog trenera pobijedio AC Milan na San Siru s 2:0.
U važnoj prvenstvenoj utakmici sezone pobijeđen je FC Twente s visokih 3:1 (tadašnji branitelj naslova). Na kraju je De Boer s Ajaxom osvojio Eredivisie na svoj 41. rođendan te je to prokomentirao riječima: "Nisam mogao poželjeti ljepše rođendansko iznenađenje". To je ujedno bio i Ajaxov trideseti osvojeni naslov. Nakon šest godina je De Boer napustio klupu Ajaxa s kojim je osvojio četiri uzastopna prvenstva Nizozemske.
U kolovozu 2016. godine je De Boer naslijedio Roberta Mancinija na čelu talijanskog Inter Milana. Nizozemac je potpisao do 2019. godine s Crnoplavima. Nakon skoro tri mjeseca je bivši branič dobio otkaz. Talijanski klub je pod De Boerom upisao pet pobjeda u 14 utakmica.

## Osvojeni trofeji

### Klupski trofeji
| Klub         | Trofej                 | Sezona / godina |
| Nizozemska   | Nizozemska             | Nizozemska      |
| ------------ | ---------------------- | --------------- |
| Ajax         | Nizozemsko prvenstvo   | 1989./90.       |
| Ajax         | Kup UEFA               | 1992.           |
| Ajax         | Nizozemski kup         | 1992./93.       |
| Ajax         | Johan Cruijff Shield   | 1993.           |
| Ajax         | Nizozemsko prvenstvo   | 1993./94.       |
| Ajax         | Johan Cruijff Shield   | 1994.           |
| Ajax         | Nizozemsko prvenstvo   | 1994./95.       |
| Ajax         | Johan Cruijff Shield   | 1995.           |
| Ajax         | Liga prvaka            | 1995.           |
| Ajax         | Superkup Europe        | 1995.           |
| Ajax         | Interkontinentalni kup | 1995.           |
| Ajax         | Nizozemsko prvenstvo   | 1995./96.       |
| Ajax         | Nizozemsko prvenstvo   | 1997./98.       |
| Ajax         | Nizozemski kup         | 1997./98.       |
| Španjolska   |                        |                 |
| FC Barcelona | La Liga                | 1998./99.       |

### Trenerski trofeji
| Klub       | Trofej               | Godina     |
| Nizozemska | Nizozemska           | Nizozemska |
| ---------- | -------------------- | ---------- |
| Ajax       | Nizozemsko prvenstvo | 2010./11.  |
| Ajax       | Nizozemsko prvenstvo | 2011./12.  |
| Ajax       | Nizozemsko prvenstvo | 2012./13.  |
| Ajax       | Nizozemsko prvenstvo | 2013./14.  |

## Vanjske poveznice
- Profil i statistika igrača na Wereldvanoranje.nl
- Statistika igrača na National Football Teams.com